# Hällristningarna i Frännarp
Hällristningarna i Frännarp eller Fränarpsristningarna ligger i Gryts socken, utanför Knislinge i Östra Göinge kommun. Ristningarna utgörs av 17 vagnar, 27 ringfigurer varav 19 ringkors/hjul, fyra ormar, 61 skålgropar, två par fotsulor, ett skepp utan bemanningsstreck och fyra obestämda figurer. 
Fem av vagnarna dras av varsitt par dragdjur, sannolikt hingstar. Alla vagnar är på väg nerför hällen i riktning nordväst/västnordväst. Fyra av ringkorsen är parvis sammanbundna med linjer. En vanlig tolkning är att är solkorsen symboliserar solen som vagnarna drar över himlavalvet. Ristningen beskrivs som unik i Sverige, men har återfunnits från Sahara i söder till Mongoliet i öster. Fotsulorna skulle kunna symbolisera en gudom som inte får avbildas.
Dateringen är osäker, men den här typen av fornlämningar brukar förknippas med bronsålder, 1800-500 före vår tideräkning. 

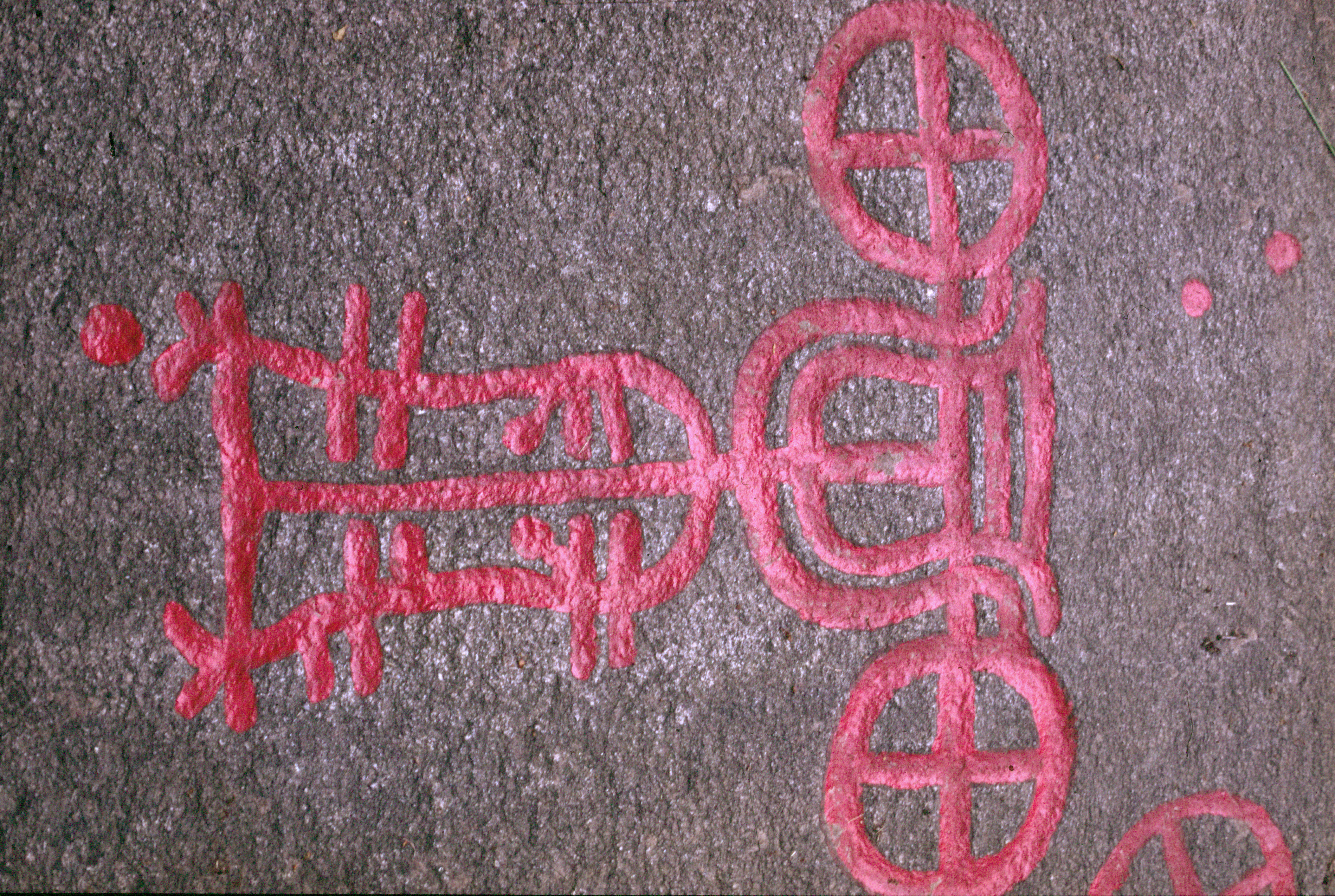
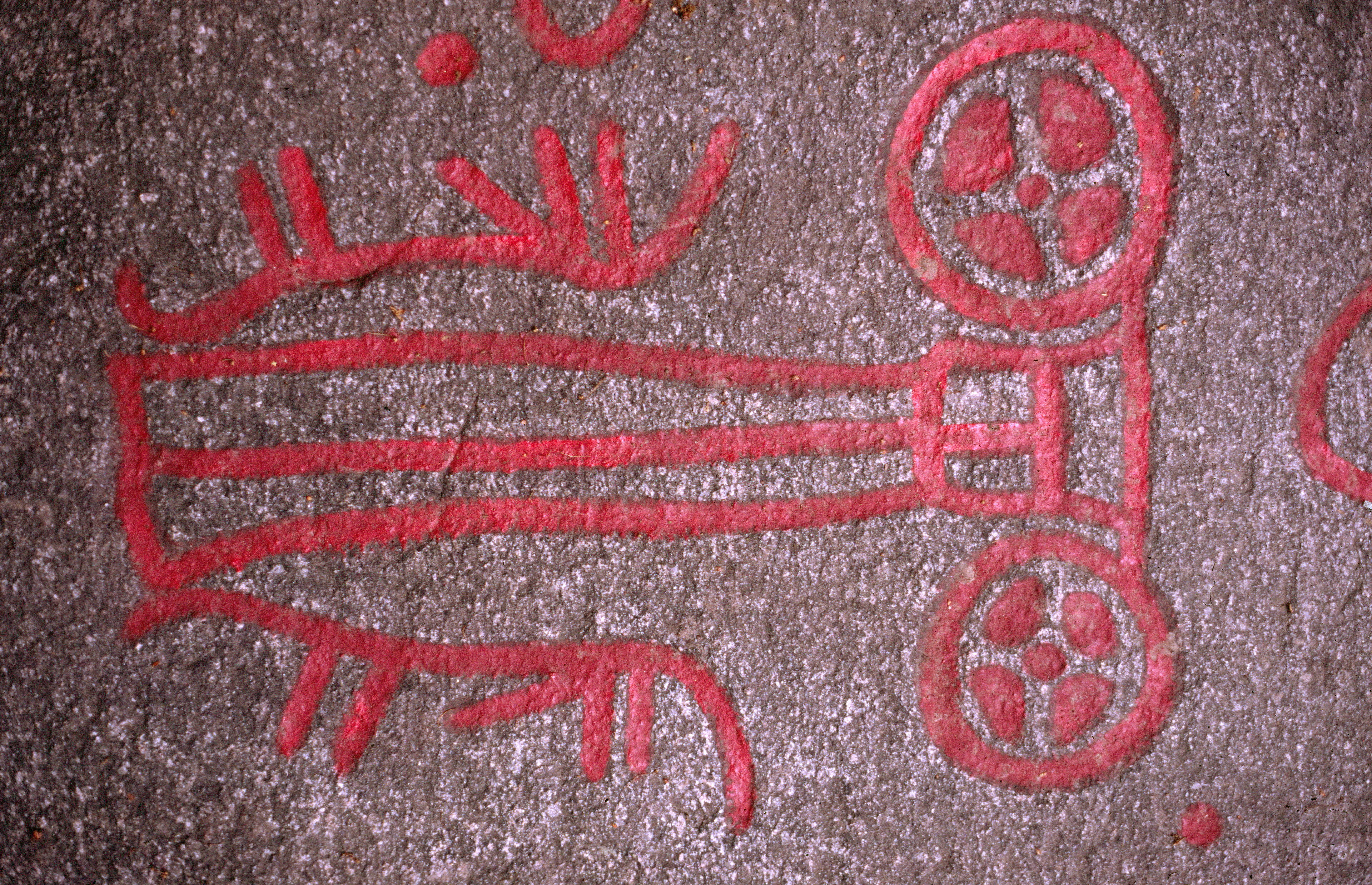
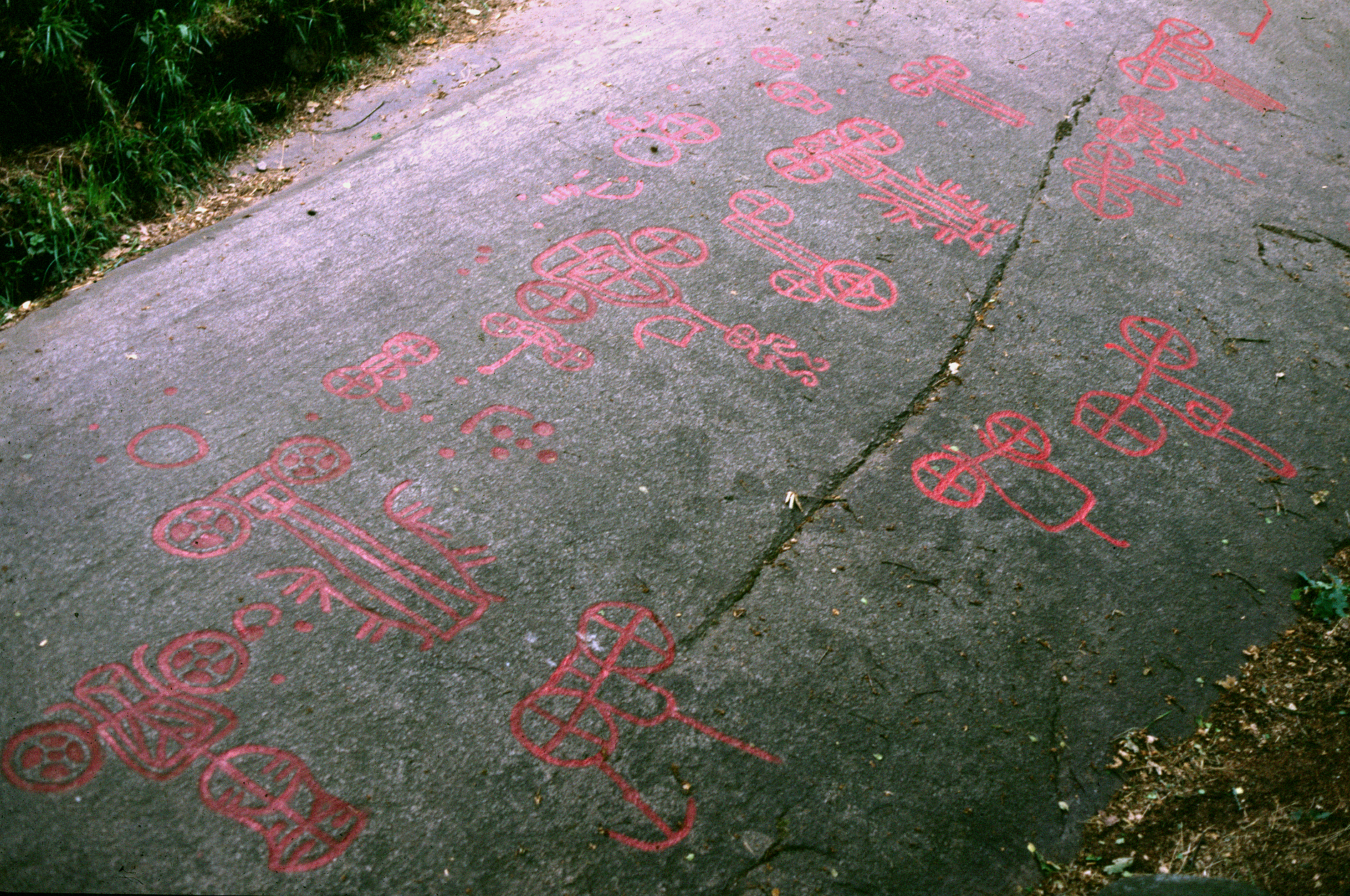
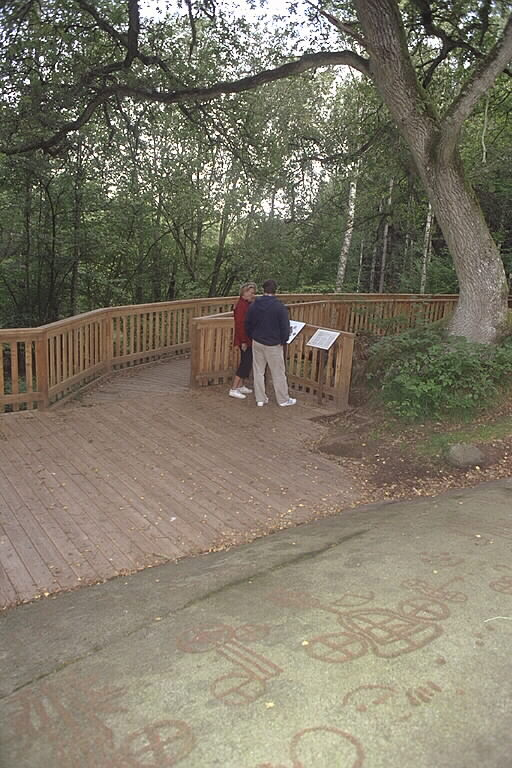
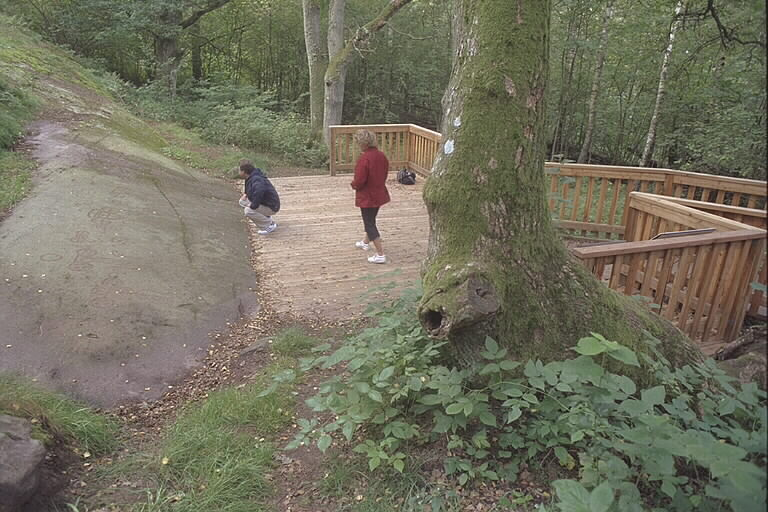